# Železniško postajališče Dobovec
Železniško postajališče Dobovec je eno izmed železniških postajališč v Sloveniji, ki oskrbuje bližnje naselje Šmid. Postajališče se sicer nahaja med Dobovcem pri Rogatcu in Vidino.